# Avtomorfizem
Avtomorfizem (iz grške besede starogrško αὐτός: autos - sam in starogrško μορφή: morfe - oblika) je izomorfizem iz matematičnega objekta v samega sebe. Na neki način je to simetrija objekta in način preslikave objekta v samega sebe tako, da pri tem ohrani vse značilnosti svoje strukture. Množica vseh avtomorfizmov nekega objekta tvori grupo, ki ima  avtomorfizem grupe. 

## Avtomorfizem grupe
Kadar avtomorfizmi nekega objekta {\displaystyle X\,} tvorijo množico, potem tvorijo grupo za kompozitum morfizmov. Rečemo, da ima takšna grupa avtomorfizem grupe za objekte {\displaystyle X\,}.
Avtomorfizem grupe objekta {\displaystyle X\,} iz kategorije {\displaystyle C\,} označujemo z {\displaystyle {\text{Aut}}_{C}(X)} ali poenostavljeno {\displaystyle {\text{Aut}}(X)}.

## Zgledi in značilnosti
- V teoriji množic je avtomorfizem množice {\displaystyle X\,} poljubna permutacija elementov iz množice {\displaystyle X\,}. Grupa izomorfizmov množice {\displaystyle X\,} se imenuje tudi simetrična grupa elementov {\displaystyle X\,}.
- V elementarni aritmetiki se množica celih števil (označujemo jo z {\displaystyle Z\,}) obravnava kot grupa s seštevanjem, ki ima netrivialni avtomorfizem, ki ga imenujemo negacija. Če pa obravnavamo kolobar ima ta samo trivialni avtomorfizem. V splošnem je negacija avtomorfizem vsake Abelove grupe, ne pa kolobarja ali obsega.
- Avtomorfizem grupe  je izomorfizem grupe iz grupe v samega sebe. To je permutacija elementov grupe tako, da ostane struktura nespremenjena.
- V linearni algebri je endomorfizem vektorskega prostora {\displaystyle V\,} linearna preslikava {\displaystyle V\to V}. Avtomorfizem je obrnljivi linearni operator nad {\displaystyle V}.
- Avtomorfizem obsega je bijektivni homomorfizem kolobarja iz obsega v samega sebe.  V primeru racionalnih števil (Q) in [[realno število|realnih števil] (R) ni netrivialnih avtomorfizmov obsegov. Nekaj podobsegov iz R ima netrivialni izomorfizem obsega, ki pa se ne velja za vse elemente R. Pri kompleksnih številih C je enolični netrivialni avtomorfizem, ki vsakemu

R pripiše element v R. To je kompleksna konjugacija.  
- V teoriji grafov je avtomorfizem grafa permutacija točk, ki ohranja povezave in nepovezave.
- V topologiji se morfizem  med topološkimi prostori imenuje zvezna preslikava. Avtomorfizem  topološkega prostora  je homoemorfizem prostora v sebe.
- V Riemannovi geometriji je avtomorfizem sebi izometrija. Grupa avtomorfizmov se imenuje izometrijska grupa
- V kategoriji Riemannovih ploskev je avtomorfizem bijektivna biholomorfna preslikava iz ploskve na sebe.

## Notranji in zunanji avtomorfizem
V nekaterih kategorijah kot so grupa, kolobarji in Liejeve algebre lahko ločimo avtomorfizme na "notranje" in "zunanje" avtomorfizme. 
V primeru grup je notranji avtomorfizem konjugacija elementov grupe. Za vsak element {\displaystyle a\,} grupe {\displaystyle G\,} je konjugacija po {\displaystyle a\,} je operacija {\displaystyle \phi _{a}{\text{ }}:{\text{ }}G\to G}, ki je dana z {\displaystyle \phi _{a}(g)=aga^{-1}}. Lahko se dokaže, da je konjugacija po {\displaystyle a\,} grupni avtomorfizem. Notranji avtomorfizem tvori  normalno podgrupo {\displaystyle {\text{Aut(G)}}}, ki jo označujemo z {\displaystyle {\text{Inn(G)}}}.  
Vsi ostali avtomorfizmi se imenujejo zunanji avtomorfizmi. Grupa kvocientov (faktorska grupa) {\displaystyle {\text{Aut(G)}}/{\text{Inn(G)}}} se pogosto označuje kot {\displaystyle {\text{Out(G)}}}.